# Seehausen (Leipzig)

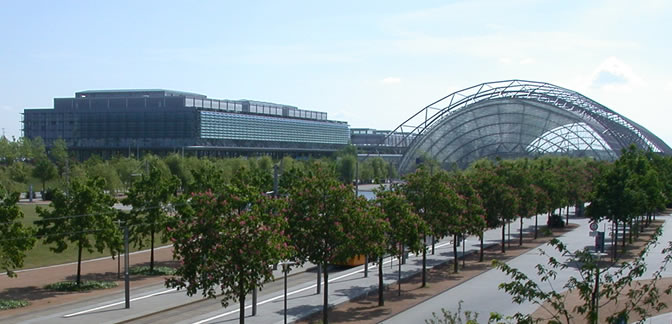
Neues Leipziger Messegelände

Seehausen ist ein Stadtteil und zugleich Ortsteil im Stadtbezirk Nord von Leipzig.

## Lage
Seehausen umfasst die ehemaligen Ortschaften Seehausen (mit dem Gelände der neuen Messe und dem Gewerbegebiet Sachsenpark), Göbschelwitz, Hohenheida, Gottscheina und die Gemarkung Mark Neblitz, die sich in dieser Reihenfolge an Seehausen nach Nordosten anschließen.
Seehausen grenzt im Norden an Zschölkau, Krostitz und Mutschlena, im Osten an Liemehna, Pönitz und Merkwitz, an Plaußig, Thekla und Mockau im Süden und im Westen an Wiederitzsch und Podelwitz.

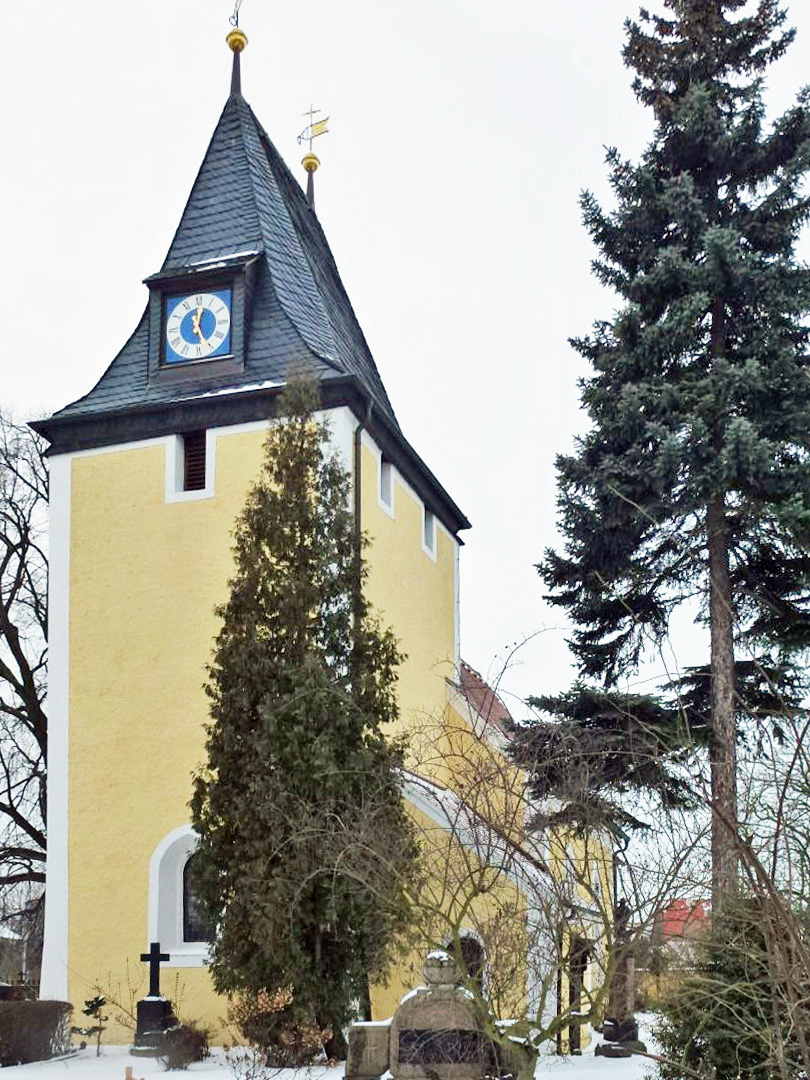
Kirche

## Geschichte
Seehausen wurde wahrscheinlich um 1150 durch deutsche Siedler gegründet. Anders als die slawischen Weiler entlang des Flüsschens Parthe wurde Seehausen auf einer gerodeten Fläche gegründet. Die erste Kirche entstand im 13. Jahrhundert. Sie wurde als romanische Chorturmkirche errichtet. 1359 wird das Dorf als Sehusen erstmals urkundlich erwähnt. In einem Schriftstück werden die Bauern des Dorfes vom Rat der Stadt Leipzig angewiesen, Wege in ihrem Dorf anzulegen. 1438 wurde Conrad Bruser durch den Kurfürsten Friedrich II. von Sachsen mit dem Kirchlehn Seehausen belehnt. Um das 15. Jahrhundert erneuerten die Seehausener ihre Kirche. Statt kleiner romanischer Fenster wurden hohe gotische eingesetzt. Die Kirche erhielt einen neuen Altar.
1539 wurde im albertinischen Herzogtum Sachsen die Reformation eingeführt. Auch Seehausen wurde evangelisch. Eine Urkunde belegt, dass 1551 im Dorf 22 „besessene Männer“, d. h. Bauern mit Grundbesitz, und 9 „Inwohner“ in Seehausen lebten. 1560 wurde das gesamte Pfarrgut mit allen Gebäuden, Äckern und Gärten für 150 Gulden an den Bauern Georg Dyme verkauft. Obwohl die Bürger schon 1580 das Fehlen einer Schule beklagten, kann ein erster Lehrer schriftlich erst für das Jahr 1620 belegt werden. 1631 während des Dreißigjährigen Krieges war Seehausen in der Schlacht bei Breitenfeld unmittelbar betroffen. Eine weitere Erneuerung der Kirche fand 1663 für 174 Taler statt. Doch bereits nach 1700 erfolgte eine weitere Erneuerung vornehmlich im inneren Teil der Kirche. In den Altar wurde das Wappen des damaligen Gerichtsherrn eingearbeitet. Dieser war vermutlich der Stifter des Altars. 1764 lebten in Seehausen 29 „besessene Männer“ und 9 „Häusler“ (Einwohner ohne Grundbesitz). 1788 stiftete ein Seehausener Einwohner der Kirche eine neue Orgel. 1791 war ein schwarzes Jahr für Seehausen. Mehrere Güter brannten in diesem Jahr ab.
Seehausen gehörte bis 1856 zum kursächsischen bzw. königlich-sächsischen Kreisamt Leipzig. 1856 kam der Ort zum Gerichtsamt Leipzig II, 1875 zur Amtshauptmannschaft Leipzig, 1952 zum Kreis Leipzig-Land im Bezirk Leipzig und 1994 zum Landkreis Leipziger Land.
1992 wurden Göbschelwitz und Hohenheida mit Gottscheina eingemeindet. Seehausen kam im Jahr 1997 mit den eingemeindeten Orten zur Stadt Leipzig. Zur Geschichte von Göbschelwitz, Hohenheida und Gottscheina siehe die zugehörigen Ortsartikel.

## Bevölkerung
| Jahr | Einwohner |
| ---- | --------- |
| 2000 | 2.189     |
| 2005 | 2.172     |
| 2010 | 2.171     |
| 2015 | 2.516     |
| 2020 | 2.529     |
| 2024 | 2.835     |

Stand: 31.12. des jeweiligen Jahres

## Politik
Zusammen mit der Wahl des Leipziger Stadtrates werden in den Ortschaften die Mitglieder des Ortschaftsrates gewählt. Die letzte Wahl fand am 26. Mai 2019 statt. Der Vorsitzende wird als Ortsvorsteher alle fünf Jahre von den Mitgliedern des Ortschaftsrates gewählt.
Bei den Wahlen zum Sächsischen Landtag gehört Seehausen zum neuen Wahlkreis Leipzig 8, bei Bundestagswahlen zum Bundestagswahlkreis Leipzig I (Wahlkreis 152).
Die Bundestagswahl 2021 führte bei einer Wahlbeteiligung von 80,8 % zu folgendem Zweitstimmenergebnis:
| Partei                | Seehausen | Stadt Leipzig |
| --------------------- | --------- | ------------- |
| AfD                   | 21,9 %    | 13,3 %        |
| CDU                   | 21,8 %    | 14,0 %        |
| SPD                   | 20,0 %    | 20,9 %        |
| FDP                   | 13,4 %    | 10,1 %        |
| Die Linke             | 07,2 %    | 13,7 %        |
| Bündnis 90/Die Grünen | 06,7 %    | 15,0 %        |
| Sonstige              | 09,0 %    | 09,5 %        |

## Sehenswürdigkeiten
In Seehausen befindet sich das 1996 eröffnete neue Messegelände der Stadt.

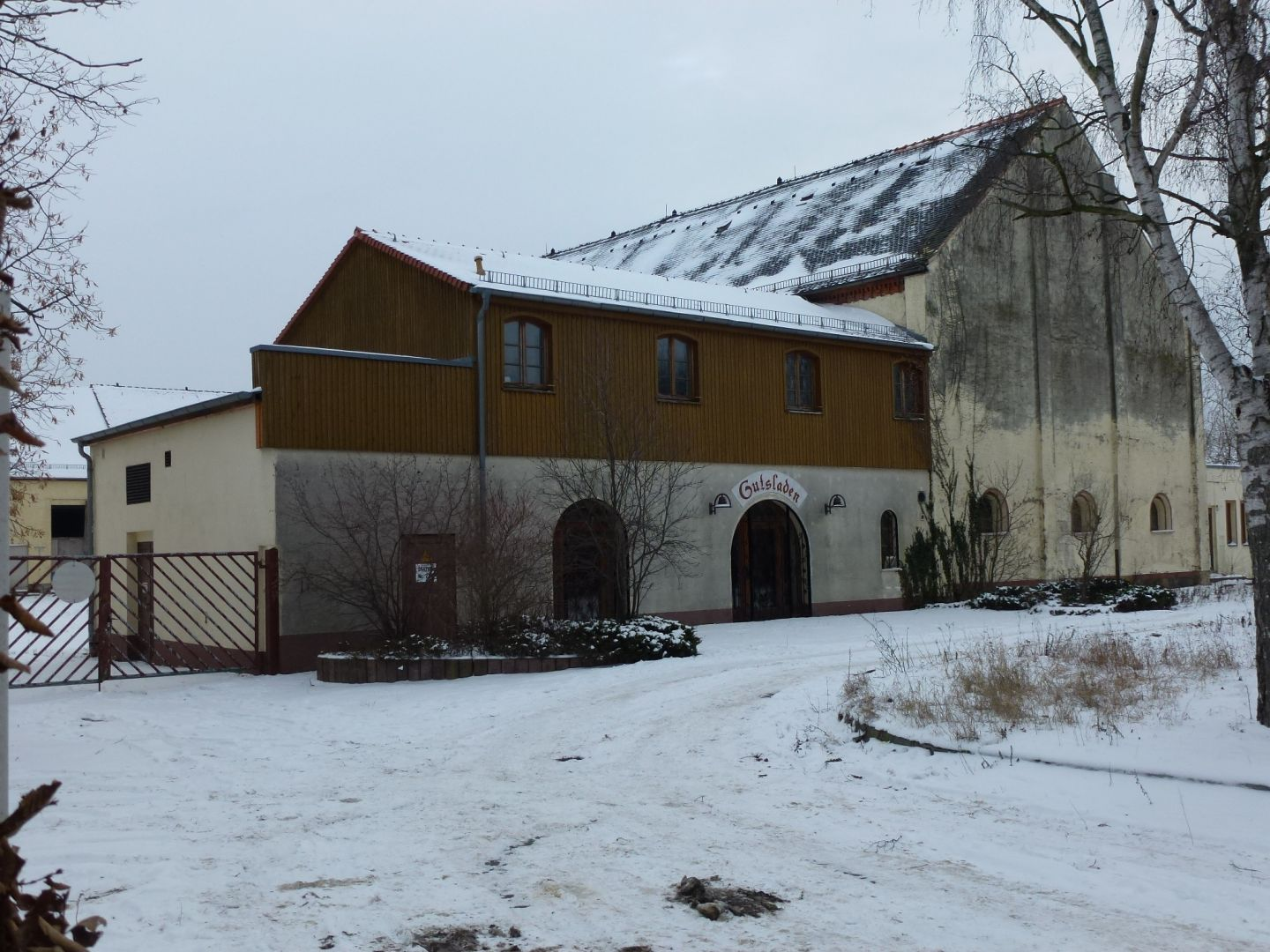
Ökologisches Stadtgut
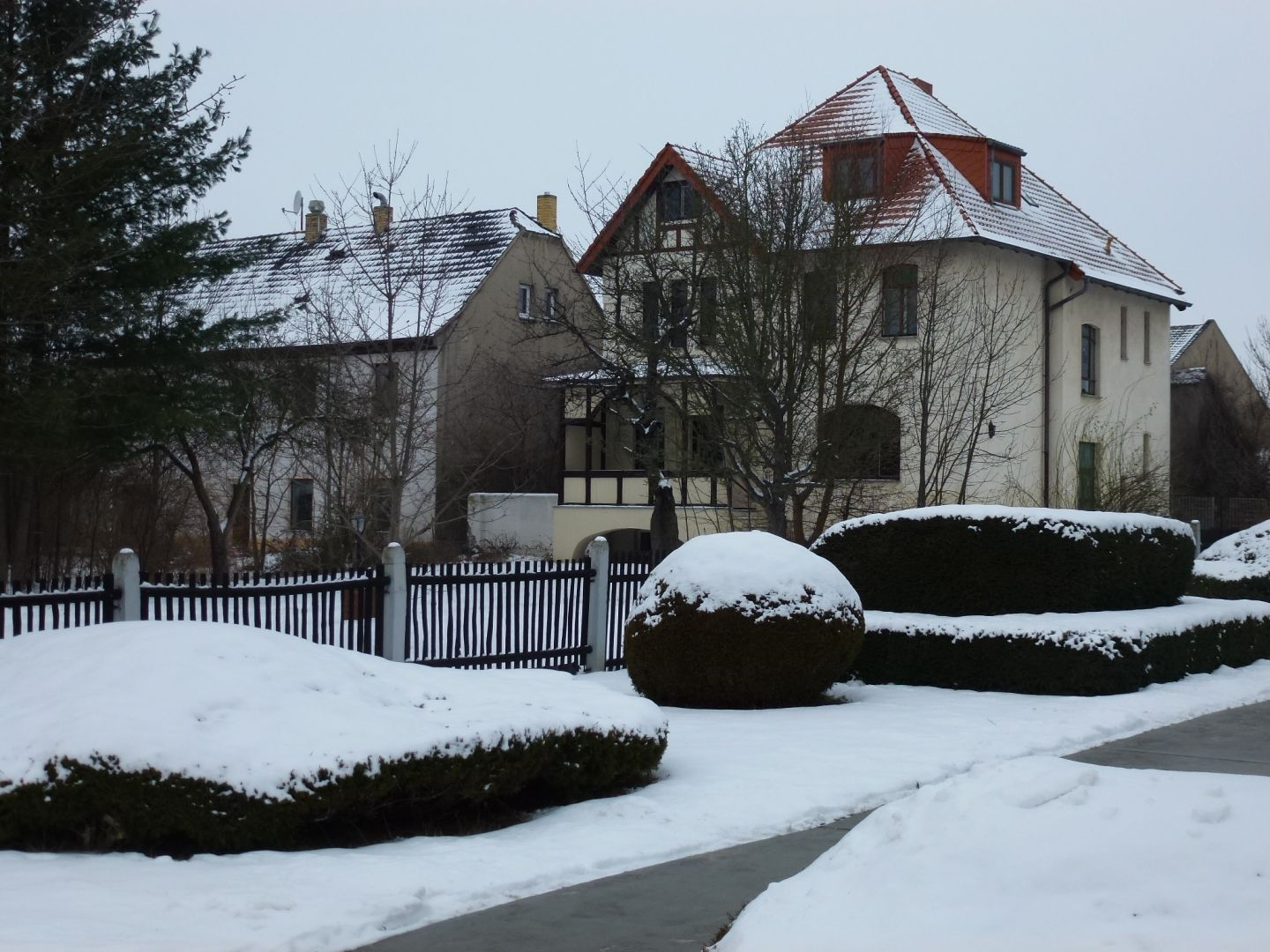
Wohnhaus mit Fachwerkelementen
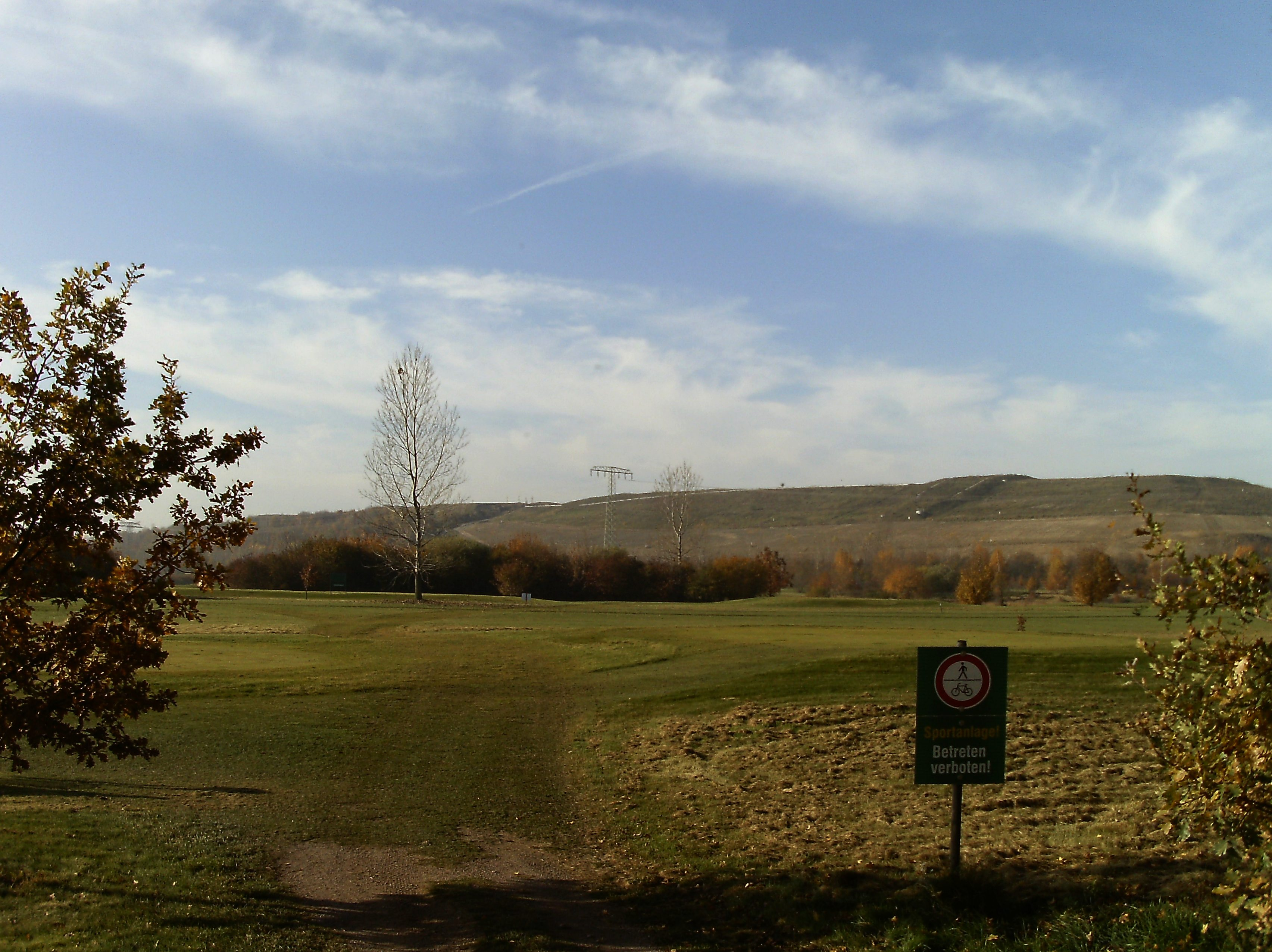
Golfplatz und ehemalige Deponie

## Infrastruktur

### Verkehr
Die Anschlussstellen Leipzig-Messegelände und Leipzig-Mitte der A 14 grenzen direkt an den Ort.

### Bildung
Die Grundschule mit Hort und einer Turnhalle wird einzügig geführt.

### Sport
Weit über Leipzig hinaus ist der Golfplatz Seehausens bekannt.

### Solaranlage
Auf der abgedeckten Deponie Seehausen befindet sich der höchste Punkt des Leipziger Stadtgebiets (184 m ü. NHN). 2020 wurden erstmals die Pläne öffentlich, hier eine große Solaranlage der Stadtwerke Leipzig zu installieren. Der Aufstellungsbeschluss zum Bebauungsplan Nr. 454 „Energieberg Leipzig-Seehausen“ wurde im Leipziger Stadtrat im April 2021 gefasst, stößt aber im Ortschaftsrat Seehausen auf Kritik.

## Persönlichkeit
- Gerhard Thümmel (1895–1971), Konsistorialpräsident der Evangelischen Kirche in Westfalen, in Seehausen geboren